# Ghiacciaio Mendeleev
Il ghiacciaio Mendeleev è un ghiacciaio lungo circa 18 km situato sulla costa della Principessa Astrid, nella Terra della Regina Maud, in Antartide. Il ghiacciaio, il cui punto più alto si trova a circa 1920 m s.l.m., si trova in particolare nei monti Payer, e fluisce verso nord-est scorrendo proprio attraverso l'estremità settentrionale di queste ultime.

## Storia
Il ghiacciaio Mendeleev è stato mappato per la prima volta da cartografi sovietici grazie a fotografie aeree e ricognizioni effettuato nel corso di una missione della Spedizione Antartica Sovietica svolta nel 1960-61, ed è stato poi così battezzato in onore del chimico russo Dmitrij Ivanovič Mendeleev.